# 天主教卡利卡特教区
天主教卡利卡特教區 （拉丁語：Dioecesis Calicutensis）是羅馬天主教的一個教區，包括印度喀拉拉邦中北部三縣以及屬本地治里聯邦屬地的馬埃，受天主教韋拉博利總教區管轄。
教區成立於1923年6月12日，2013年有教友39,173名，佔轄區總人口百分之0.4。由113名司鐸名管理三十九個堂區。現任教區主教為瓦爾蓋塞‧查卡拉卡爾。